# Heimatpflege- und Museumsverein Feldkirch
Der Heimatpflege- und Museumsverein Feldkirch, 1912 gegründet, hat seinen Sitz in der Stadtgemeinde Feldkirch in Vorarlberg.

## Geschichte
Der Verein wurde 1912 durch den Maler Florus Scheel der Ältere, den Pfarrer Gebhard Wendelin Gunz und den Stadtbaumeister Franz Herles gegründet. Für die Verdienste des Vereins beim Wiederaufbau der Schattenburg gewährte die Stadtgemeinde unter dem Bürgermeister Franz Unterberger dem Verein die freie Nutzung der Räumlichkeiten der Burg, solange der Verein existiert. 1935 erwarb der Verein die Liegenschaft der Ruine Tosters.
Der Verein führt das Schattenburg-Museum mit insgesamt 18 Ausstellungsräumen.

## Publikationen
- Christoph Vallaster: Entdecken Sie Feldkirchs Vergangenheit. Feldkirch 1981.
- Christoph Vallaster: Schattenburg. Museumsführer. Feldkirch 1984.
- Manfred A. Getzner (Hrsg.): Burg und Dom zu Feldkirch. Neue Forschungen zur Geschichte der Schattenburg und der Dompfarrkirche St. Nikolaus.
- Manfred A. Getzner (Hrsg.): Sammeln – Bewahren – Erforschen – Vermitteln. 100 Jahre Heimatpflege- und Museumsverein Feldkirch 1912 – 2012.
- Manfred A. Getzner: Vorarlberger Komponisten. Zwei Bände.
- Ludwig Rusch: Feldkirch – eine Liebeserklärung I. Erinnerungen. Die 1970er Jahre. Fotodokumentation.
- Ludwig Rusch: Feldkirch – eine Liebeserklärung II. Erinnerungen. In der Stadt. Fotodokumentation.
- Manfred A. Getzner: Die Feldkircher Bürgerfamilien Längle, Wohlwend und Gissinger. Die Raimund Gissinger-Chronik (1931–1949). Feldkirch 2019.
- Friedl Hanke: Jahre mit der Gitarre in Feldkirch. Erinnerungen an die Tanzmusikszene der 1960er und 1970er Jahre in und um Feldkirch. Feldkirch 2020.

## Leitung
- 1912 bis ? Florus Scheel
- seit ? Manfred A. Getzner